# Cofradía de la Santa Vera Cruz de Albelda de Iregua
La cofradía de la Santa Vera Cruz es la única cofradía de la Semana Santa de Albelda de Iregua, la componen unos 70 cofrades, de los que 40 forma parte de su banda de Cornetas y Tambores, la cual acompaña las procesiones de Semana Santa, siendo así una de las cofradías más numerosas del Valle del Iregua. Tiene su sede en la iglesia parroquial de San Martín.

## Historia
Las primeras noticias de esta Cofradía las tenemos en el primer libro de fábrica de la parroquia de San Martín de Albelda de Iregua a finales del S XVI, donde el párroco declara que la cofradía guarda sus enseres en una capilla, pero que no tiene derechos de propiedad sobre ella. El libro de actas más antiguo que se conserva data del siglo XIX. Sus diversas reorganizaciones se vieron influenciadas por la Regla de la Cofradía de la Santa Vera Cruz de Logroño, pero no incluye disciplinas de sangre como se venían haciendo en las cofradías fundadas durante el siglo XV y XVI, bajo esta misma Regla.

## Hábito
Los cofrades portan hábito de túnica granate, con cíngulo dorado y capa y capuchón blanco. El capuchón no lleva capirote, modelo tradicional en esta región.

## Procesiones
- Domingo de Ramos: La mañana del Domingo de Ramos se sale en procesión con el paso de la Entrada de Jesús en Jerusalén.
- Cena del Señor y procesión de la Pasión de Cristo: La tarde del Jueves Santo se realiza la misa de la Cena del Señor, dónde se lleva a cabo el lavatorio de pies por parte de las tres cofradías de Albelda. Tras la misa se lleva a cabo la procesión de la Pasión de Cristo en la que se portan los pasos de Jesús Nazareno con la cruz a cuestas (talla del siglo XVII), el Santo Cristo de la Fuente (talla del siglo XVII) y la Dolorosa (talla del siglo XX).[2]
- Viacrucis del Viernes Santo: La mañana del Viernes Santo se realiza un viacrucis procesional portando el Santo Cristo de la Fuente.
- Procesión del Entierro: Se realiza la noche del Viernes Santo a las 20:00. Es la principal procesión que se realiza en la Semana Santa albeldense. En ella se portan los pasos de Jesús Nazareno con la cruz a cuestas (talla del siglo XVII), el Santo Cristo de la Fuente (talla del siglo XVII), el Sepulcro (talla del siglo XVII) y la Dolorosa (talla del siglo XX). Junto a la cofradía de la Santa Vera Cruz salen las cofradías del Señor y de la Santísima Trinidad.[3]
- Procesión de los Dolores de María: Se realiza el Sábado Santo. Se saca en procesión la imagen de la Dolorosa, realizada en el siglo XX.[4]
- Procesión del Resucitado: Se realiza el Domingo de Pascua previamente a la misa mayor. Se saca en procesión la imagen de Cristo resucitado, realizada en el siglo XX, junto con las cofradías del Señor y de la Santísima Trinidad.[5]